# Oetzen
Oetzen är en kommun och ort i Landkreis Uelzen i förbundslandet Niedersachsen i Tyskland.
Kommunen ingår i kommunalförbundet Samtgemeinde Rosche tillsammans med ytterligare fyra kommuner.